# At the Altar
At the Altar (Ante el altar) es una película muda estadounidense de 1909 del género dramático. Fue dirigida por D. W. Griffith. 
Se conserva un ejemplar en la filmoteca de la Biblioteca del Congreso de los Estados Unidos.

## Sinopsis
Un admirador rechazado (Herbert Yost) tiende una trampa para matar a su amada (Marion Leonard) y a su prometido (Charles Inslee) antes de que se casen. Después se suicida, pero deja una confesión. Afortunadamente, la confesión se encuentra a tiempo y un policía (Arthur V. Johnson) corre hasta la iglesia para salvar a la pareja.

## Reparto
| Actor               | Personaje                  |
| ------------------- | -------------------------- |
| Marion Leonard      | Minnie, la hija            |
| David Miles         | El padre                   |
| Charles Inslee      | Grigo, el pretendiente     |
| Herbert Yost        | Giuseppe Cassella          |
| Anita Hendrie       | La madre                   |
| Dorothy West        | Amiga de Minnie / Invitada |
| Linda Arvidson      |                            |
| Clara T. Bracy      |                            |
| Kate Bruce          |                            |
| John R. Cumpson     | Invitado                   |
| George Gebhardt     | Invitado                   |
| Charles Gorman      |                            |
| D. W. Griffith      |                            |
| Robert Harron       | En la calle                |
| Arthur V. Johnson   | Policía                    |
| James Kirkwood      |                            |
| Florence Lawrence   | En la boda                 |
| Charles Hill Mailes |                            |
| Herbert Prior       | El cura                    |
| Mack Sennett        | Policía / Invitado         |
| Harry Solter        | En la calle                |